# Томбали
Томбали (на португалски: Tombali) е регион в южна Гвинея-Бисау. Площта му е 3736 квадратни километра, а населението – 94 939 души (по преброяване през март 2009 г.). Има излаз на Атлантическия океан. Граничи с Гвинея. Столицата на регион Томбали е град Катио, с население близо 9000 души. Регионът е разделен на четири сектора – Беданда, Касине, Катио и Кебо.